# Cyclocephala schmitzorum
Cyclocephala schmitzorum är en skalbaggsart som beskrevs av Brett C.Ratcliffe 1992. Cyclocephala schmitzorum ingår i släktet Cyclocephala och familjen Dynastidae. Inga underarter finns listade i Catalogue of Life.